# Dekalog, Zehn
Dekalog, Zehn ist ein polnischer Fernsehfilm aus dem Jahr 1989. Als der zehnte Teil der Dekalog-Reihe des Regisseurs Krzysztof Kieślowski behandelt der Film das zehnte Gebot Du sollst nicht begehren deines Nächsten Haus.

## Inhalt
Zwei Brüder treffen sich nach langen Jahren wieder, da ihr Vater gestorben ist. Ihr Vater hinterließ den beiden eine riesige Sammlung von Briefmarken, welche einen großen Wert haben. Die Brüder wissen dies zunächst jedoch nicht und wollen sie loswerden. Als sie es herausfinden, wird ihnen klar, dass sie ihren Vater gar nicht gut kannten. Nun, da sie sich ihm näher fühlen, wollen sie die Sammlung, das Lebenswerk ihres Vaters, nicht mehr verkaufen, sondern behalten und die Sammlung vervollständigen. Dabei stoßen sie ständig auf Betrüger und falsche Kollegen ihres Vaters, die versuchen, an die Sammlung zu kommen. Als die Brüder herausfinden, dass eine sehr wertvolle Briefmarke noch fehlt, gibt einer der Brüder seine Niere her, um sie auf Umwegen gegen die Briefmarke einzutauschen. Doch während der Operation bricht jemand in ihre Wohnung ein und stiehlt die Briefmarkensammlung.

## Kritik
„Die einfache Fabel vom falschen Begehren und falscher Habsucht überrascht durch ihre komödiantische Leichtigkeit. Obwohl diese Folge weniger komplex ist als andere, überzeugt sie vor allem durch ihre schauspielerischen Leistungen.“